# Збиевский, Тимофей Иванович
Тимофей Иванович Збиевский (1767—1828) — российский командир эпохи наполеоновских войн, генерал-майор Русской императорской армии.

## Биография
Тимофей Збиевский родился в 1767 году; был сыном бедного польского шляхтича и в детстве не получил никакого образования. Сделавшись русским подданным по второму разделу Речи Посполитой, он 1 апреля 1783 года поступил в русскую армию рядовым в Екатеринославский егерский корпус и в том же году произведен был в каптенармусы.
В августе 1787 года Екатеринославские егеря вошли в состав армии Потемкина, а весною 1788 года часть корпуса поступила на гребную флотилию, назначенную действовать во время осады Очакова на Днепровском лимане под начальством принца Нассау-Зигена; в числе егерей, отосланных на суда, находился и Збиевский. Он принимал участие в четырёх больших сражениях (7, 17, 18 июня и 1 июля), нанесших турецкому флоту чувствительный урон, а затем находился при осаде Очакова (до ноября), когда флотилия ушла на зимовку в устья Днепра.
В следующем 1789 году Збиевский участвовал во взятии Каушан, Аккермана и Бендер; в июле 1790 года был переведен был в Днепровский приморский гренадерский корпус. 1 октября того же года произведен в адъютанты и затем вошёл в состав гребной флотилии де Рибаса, которая должна была содействовать войскам, окружившим Измаил. На этот раз Збиевский находился сперва в боях против турецкого отряда, защищавшего вход в Сулинское гирло Дуная, а потом при взятии крепостей Тульчи и Исакчи. На измаильском приступе 11 декабря он был в числе первых, взошедших на неприятельский вал, за что, по представлению Александра Суворова, был произведен в поручики и награждён золотым знаком на георгиевской ленте.
В 1791 году Збиевский был с князем С. Ф. Голицыным у Браилова и с М. Кутузовым в поиске под Бабадогом, а после окончания кампании, в 1793 года переведен был во вновь учрежденный легко-гренадерский батальон, который по положению должен был состоять «из офицеров и нижних чинов испытанной храбрости». По упразднении этого батальона в 1796 году Збиевского перевели в Таврический гренадерский полк, из списков которого он в следующем году был исключен за нахождение в командировке без Высочайшего разрешения; но так как следствие показало, что он действовал по распоряжению начальства, то Збиевский был оправдан, вновь принят на службу в Владимирский мушкетерский полк и вскоре произведен в капитаны. В 1798 году Збиевский получил чин майора, а в 1800 году подполковника.

В ходе войны третьей коалиции отличился в баталии под Аустерлицем и 29 января 1806 года был удостоен командованием ордена Святого Георгия 4-го класса 
В воздаяние отличного мужества и храбрости, оказанных в сражении 20 ноября при Аустерлице против французских войск, где с двумя баталионами Владимирского мушкетерского полка, атакуя три раза, опрокинул неприятельскую колонну.
В 1806 году Збиевский был произведен в полковники. В последовавшей вскоре за тем второй войне с Наполеоном он обратил на себя всеобщее внимание, а Владимирский полк, воодушевлённый его примером, совершал чудеса храбрости. Поход 1807 года принёс отважному полковнику несколько наград: за Голымине — орден Святого Владимира 4-й степени с бантом, за Прейсиш-Эйлау — орден Святой Анны 2-го класса и за Гутштадт — золотую шпагу с надписью «За храбрость»; в последнем сражении Збиевский был ранен в левый бок.
После заключения Тильзитского мира Збиевский два года стоял на западной границе империи, а в 1809 года был назначен был шефом Мингрельского мушкетерского полка, входившего в состав Молдавской армии князя Багратиона (потом графа Каменского). Здесь он участвовал при осаде и покорении Браилова, после чего сопровождал браиловский гарнизон до Кадараша. 7 августа 1810 года произведён в чин генерал-майора.

За отвагу под Рущуком и у Чапурчан Збиевский был награждён 23 августа 1811 ордена Святого Георгия 3-го класса № 221 
В награду за отличие и храбрость, оказанные в сражении против турецких войск 22-го июля при Калафате.
В начале Отечественной войны 1812 года состоял в Дунайской армии Чичагова; переправился с корпусом Булатова через Стырь и, следуя вдоль австрийской границы на Владимир-Волынский и Устилуг, прибыл к Любомлю, где Чичагов и Тормасов предполагали атаковать Шварценберга. Когда Чичагов затем двинулся к Минску, Збиевский послан был к Кобрину для надзора за раздачей запасов из тамошних магазинов; потом он состоял в главном резерве армии Чичагова, а в последних числах сентября вошёл в состав боевого корпуса Сакена, с которым участвовал в вытеснении неприятеля из деревни Плюсок, близ Беловежа, и в изгнании его на правый берег Нарева; был затем в сражении под Волковыском и при уничтожении Булатовым вражеского авангарда у местечка Цехановца.
В последних числах декабря 1812 года Збиевский вступил в Варшавское герцогство и оставался здесь до осени 1813 года, когда ему поручено было состоять с Мингрельским полком в польской армии Бенигсена. С этой армией он побывал в Пруссии, Саксонии, Мекленбурге и Голштинии, а с 13 января по 19 мая 1814 года находился при осаде Гамбурга. С 1 сентября 1814 года Збиевский вступил в командование 2-й бригадой 16 пехотной дивизии, в состав которой входили полки Камчатский и Мингрельский, и с ней перешёл в корпус генерала Ермолова.
В феврале 1817 года назначен комендантом Бендер и в этой должности он и скончался 18 февраля 1828 года. Погребен на Бендерском военном Борисовском кладбище, где в настоящее время создан военно-исторический мемориальный комплекс Русской Славы.